# Ivan Hlas
Ivan Hlas (* 10. května 1954 Praha) je český písničkář a hudebník, který se proslavil především písněmi k filmu Šakalí léta, za něž v roce 1993 obdržel Českého lva za nejlepší hudbu.

## Život
Ivan Hlas vyrůstal do čtyř let na Vinohradech, poté se přestěhoval na pražskou Hanspaulku. Vyučil se knihkupcem a tuto práci sedm let skutečně dělal. Poté vystřídal mnoho dalších zaměstnání, pracoval jako topič, dělník, pošťák, zelinář, kulisák ve Stavovském divadle a další, ale po celou dobu byl hlavně muzikantem.
V lidové škole umění se učil hrát na kytaru pod vedením M. Mizery. První píseň napsal asi v 11 letech na motivy "Růže z Homérova hrobu" od Hanse Christiana Andersena. V roce 1968 založil školní skupinu The Mice a v roce 1971 společně s Janem Velebou Žízeň. Později založil a vedl skupiny Navi Papaya (s Janem Kalouskem), Továrna (new wave) a Ivan Hlas a Nahlas. Hrál i s kapelou Yo Yo Band nebo s Ondřejem Hejmou. Pro ně složil písně jako "Karviná" či "Lehkou chůzí". V současnosti vystupuje s Norbi Kovácsem a Olinem Nejezchlebou v Ivan Hlas Triu.
Z prvního manželství má jednu dceru Kateřinu. Ta mimo jiné nazpívala Bejbinu v muzikálu "Šakalí léta", tehdy jako 16letá. Z druhého manželství má další čtyři děti (Ondřeje, Majdu, Filipa a Ivana). Rakovinu hlasivek, kterou u něj diagnostikovali v roce 2019, úspěšně překonal.

## Diskografie
- Ivan Hlas & Nahlas, 1986
- Noční chodec, 1987
- Cesta tam a zase zpátky, 1991
- L.P. 93, 1993
- Šakalí léta, 1993
- Jak si zasloužit princeznu, 1994
- Tanec při svíčkách, 1995
- Alias, 1997
- Den šťastného koně, 1997
- 1999, 1999
- To nejlepší, 2000

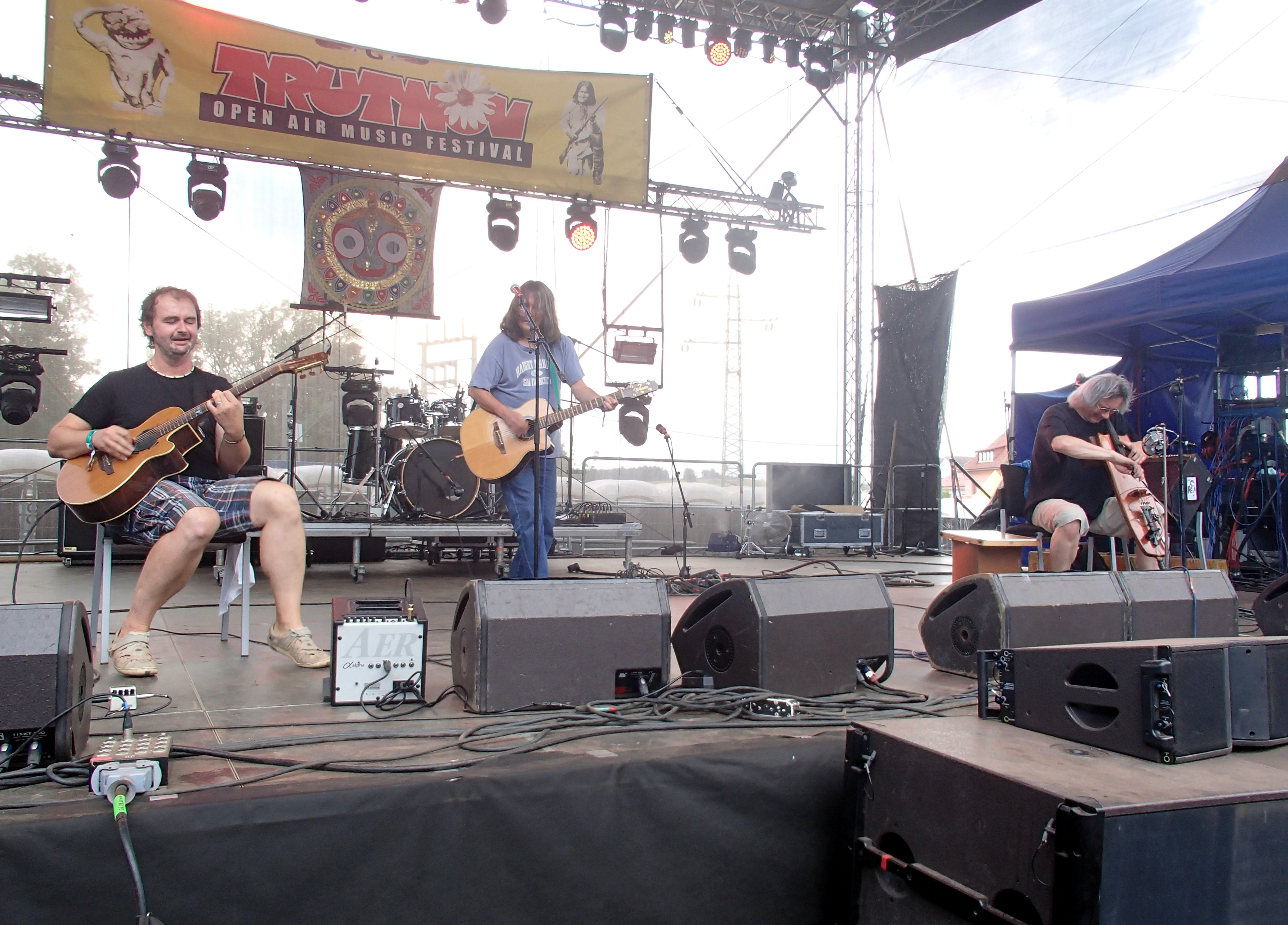
Ivan Hlas Trio (2013), zleva Kovács, Hlas, Nejezchleba

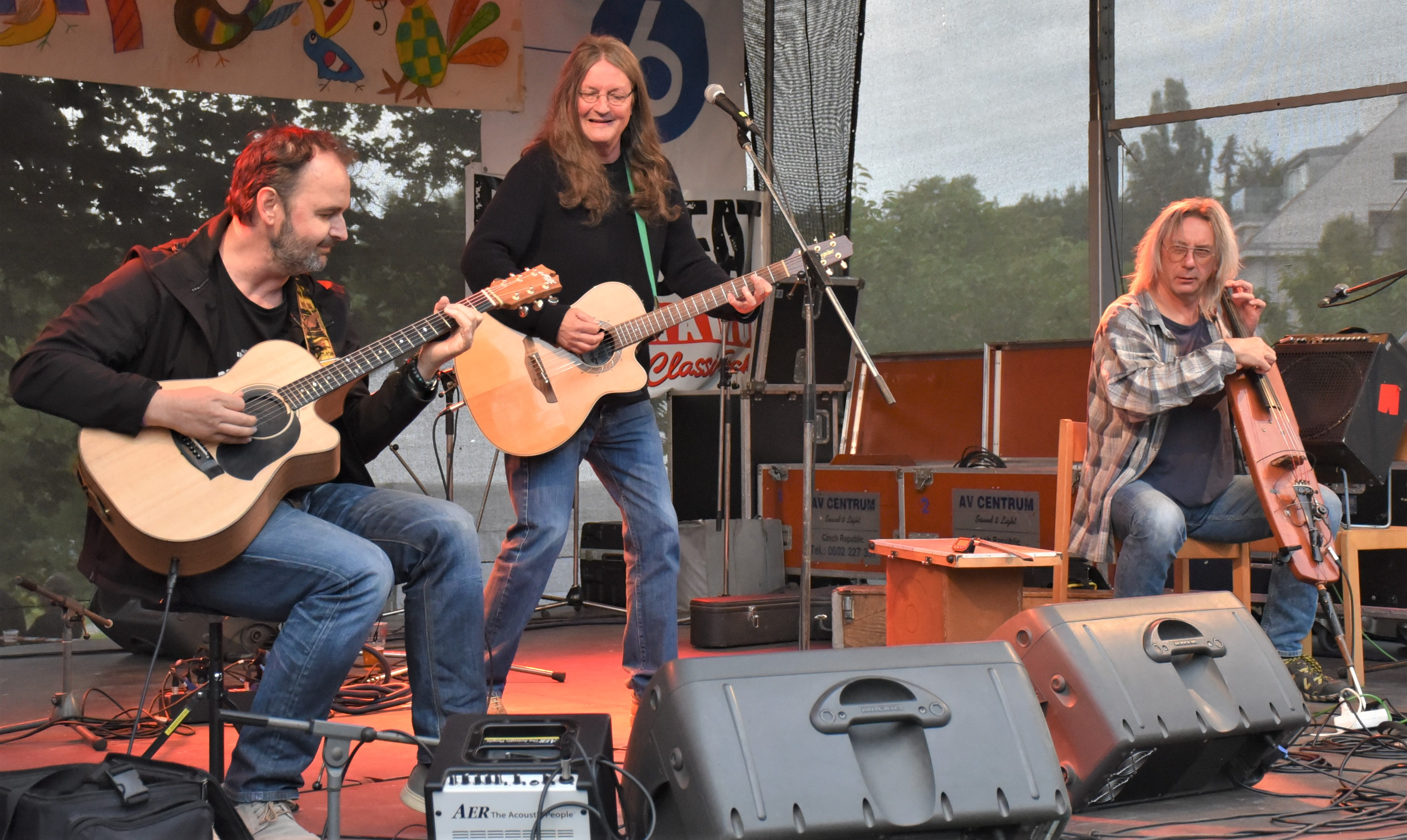
Ivan Hlas Trio (2018), zleva Norbi Kovács, Ivan Hlas, Jaroslav Olin Nejezchleba

- Fantom Realistického divadla Zdeňka Nejedlého, 2001
- Obrátíš mi naruby ráno, 2002
- Utek mi pes, 2004
- Láska jako oliva, 2008
- Vítr ve vlasech, 2014
- Krásnej dar, 2016
- Pramínek času, 2023

## Knihy
- Písničky pro Vás, 1994[8]
- Za barevným sklem, 2010
- Jdeme na jedno, 2015
- Miláčku, vrať se, 2016
- V náruči dejvický noci, 2019

## Herec

### Bedřich Smetana: The Greatest Hits
V tomto muzikálovém představení Ivan Hlas hraje a zpívá svého méně známého bratra Sašu. Rovněž spolu s Jiřím Janouchem napsali hudbu k tomuto představení na základě všech devíti Smetanových oper.